# 大哈圭
大哈圭是古巴的城鎮，属馬坦薩斯省，始建於1762年，面積882平方公里，海拔高度135米，2004年普查人口總數為87,771人，人口密度為每平方公里65.5人。